# Dagestanskie Ogni
Dagestanskie Ogni (in russo Дагеста́нские Огни́?) è una città della Russia europea meridionale, situata nella Repubblica Autonoma del Daghestan.

## Geografia
Sorge lungo la costa caspica occidentale, nel pedemonte settentrionale del Gran Caucaso, circa 120 chilometri a sud della capitale Machačkala.

## Storia
La città venne fondata nel 1914 come insediamento annesso ad una fabbrica di vetro allora in costruzione. Il nome della città, che in russo significa "fuochi del Daghestan", fa riferimento all'utilizzo del locale gas naturale come fonte di energia per la costruzione e l'esercizio della vetreria. Nel 1929 ricevette lo status di insediamento di tipo urbano, mentre nel 1990 ottenne quello di città.